# The Broken Coin
The Broken Coin foi um seriado estadunidense de 1915, no gênero aventura e mistério, dirigido por Francis Ford, irmão de John Ford, que também fez um pequeno papel do filme, creditado como Jack Ford.
Emerson Hough fez uma romantização do roteiro para um jornal, uma manobra comum na época para impulsionar a circulação. O seriado veiculou entre 21 de junho e 15 de novembro de 1915, e atualmente é considerado perdido.

## Elenco
- Grace Cunard - Kitty Gray
- Francis Ford - Conde Frederick
- Eddie Polo - Roleau
- Harry Schumm - Rei Michael II
- Ernest Shields - CondeSacchio
- John Ford – cúmplice de Sacchio (creditado como Jack Ford)
- W.C. Canfield - Gorgas o Fora-da-lei
- Reese Gardiner - O Apache
- Doc Crane - penhoristar
- Harry Mann - Servente
- Victor Goss - Servente (creditado como Vic Goss)
- Lew Short - Primeiro Ministro (creditado como Lewis Short)
- George Utell - Henchman (creditado como G.J. Uttal)
- Bert Wilson - Confidente
- Mina Cunard – namorada do Rei
- Carl Laemmle - Editor-Chefe
- Jack Holt - Capitão Williams
- Mark Fenton – Rei de Grahaffen
- John George[4]- não-creditado

## Capítulos

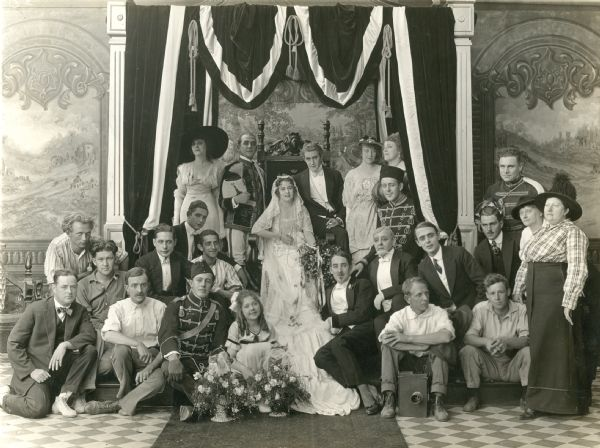
Elementos da produção e elenco do seriado The Broken Coin, de 1915. Grace Cunard e Francis Ford estão no centro no trono, a jovem atriz Gertrude Short está sentada no chão na frente de Miss Cunard, e John Ford é o terceiro da esquerda. Uma câmera de cinema da Pathé está à direita em frente do cameraman, muito provavelmente Harry McGuire Stanley.

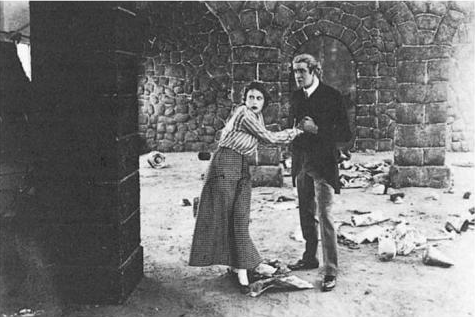
Cena do seriado, apresentando Grace Cunard e Francis Ford

1. The Broken Coin
2. The Satan of the Sands
3. When the Throne Rocked
4. The Face at the Window
5. The Underground Foe
6. A Startling Discovery
7. Between Two Fires
8. The Prison in the Palace
9. Room 22
10. Cornered
11. The Clash of Arms
12. A Cry in the Dark
13. War
14. On the Battlefield
15. Either
  - The Deluge, or,
  - The Meanest of Them All
16. Kitty in Danger
17. The Castaways
18. The Underground City
19. The Sacred Fire
20. Between Two Fires
21. A Timely Rescue
22. An American Queen[3]

## O Seriado no Brasil
A estreia no Brasil foi no Cine Pathé-Palace, em São Paulo, a 17 de maio de 1916, sob o título “A Moeda Quebrada”. Passou posteriormente para o Cinema Barra Funda, Palácio Teatro e Cinema Congresso, veiculando até 12 de julho de 1916.

## Ver também

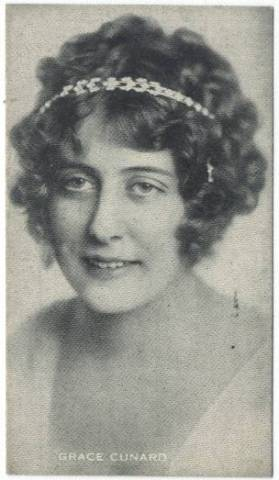
Grace Cunard, atriz e roteirista de “The Broken Coin”.